# Argyreia boseana
Argyreia boseana är en vindeväxtart som beskrevs av Hermenegild Santapau och Patel. Argyreia boseana ingår i släktet Argyreia och familjen vindeväxter. Inga underarter finns listade i Catalogue of Life.